# الدبس (كركوك)
 دبس  (بالكردية: دووبز‏) وتعني باللغة العربية عصير التمر المركز، أما باللغة الكردية سمكتي بز وهي بلدة عراقية ومركز قضاء في محافظة كركوك شمال غرب العراق، نهر الزاب الصغير يتفرع إلى فرعين عند البلدة. بلدة الدبس تشتهر بإنتاج الطاقة الكهربائية والمشاريع المائية ثم توزيع لباقي مناطق محافظة كركوك، ويسكنها أغلبية من العرب بالإضافة للكرد والآشوريين والكلدانيين والتركمان.